# Alexandra Dahlström
Alexandra Dahlström est une actrice suédoise, née le 12 février 1984 à Gävle en Suède.

## Biographie
Dahlström a attiré l'attention internationale en 1998, après avoir joué le rôle d'Elin dans le film Fucking Åmål. Pour cela, elle a remporté en 1999 le Guldbagge Award de la meilleure actrice, avec Rebecca Liljeberg. Malgré de nombreuses offres pour jouer dans d'autres films, elle a refusé, déclarant qu'elle voulait se concentrer sur la fin de ses études.
Lorsqu'on lui a demandé une fois quand elle était plus jeune ce qu'elle voulait être quand elle serait grande, Dahlström a déclaré : « Serial killer, ou rockstar ».
En 2002, Dahlström a travaillé comme assistante réalisateur et traductrice de russe au côté du réalisateur Lukas Moodysson sur son film Lilya 4-ever.
En 2007, Dahlström a joué un petit rôle dans le feuilleton hollandais Goede tijden, slechte tijden sur RTL 4, celui d'une étudiante d'échange suédoise nommée Skylar Nilsson. Le 18 avril 2008, elle est revenue dans ce rôle pour une courte durée.

## Filmographie
- Sanning eller konsekvens (1997)
- St. Mikael (série) (1998)
- Fucking Åmål (1998)
- Kranes konditori (pièce de théâtre) (1999)
- Happy Christmas! (Tomten är far till alla barnen) (1999)
- En vacker värld (pièce de théâtre) (2001)
- La Carpe (court métrage) (2001)
- Fröken Sverige (2004)
- Goede tijden, slechte tijden (série TV aux Pays-Bas) (2007)
- Notre jour viendra (2010)